# Šalinci
Šalinci je naselje u slovenskoj Općini Ljutomeru. Šalinci se nalazi u pokrajini Štajerskoj i statističkoj regiji Pomurju. 

## Stanovništvo
Prema popisu stanovništva iz 2002. godine naselje je imalo 175 stanovnika.